# Boquila trifoliolata

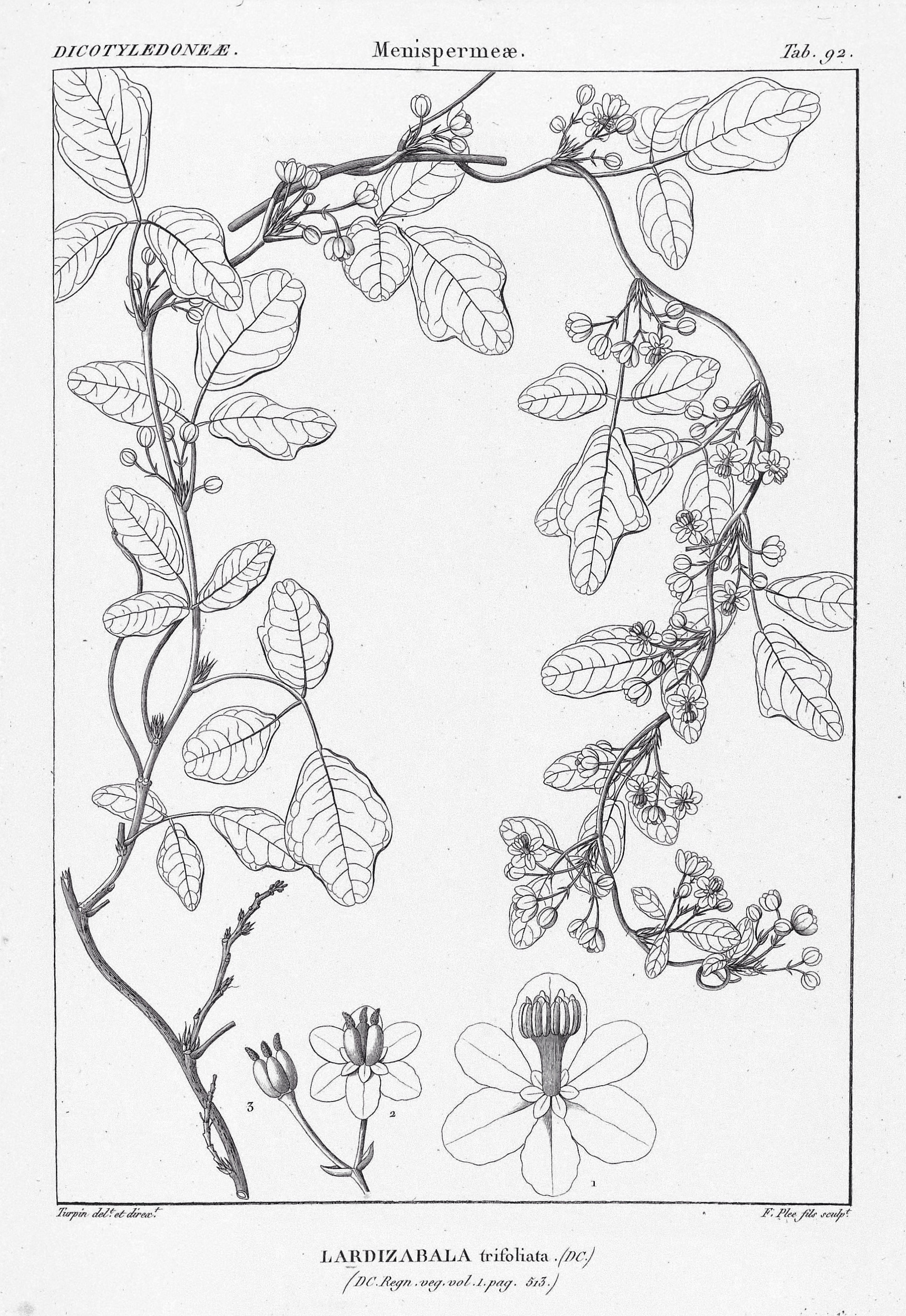
Illustration

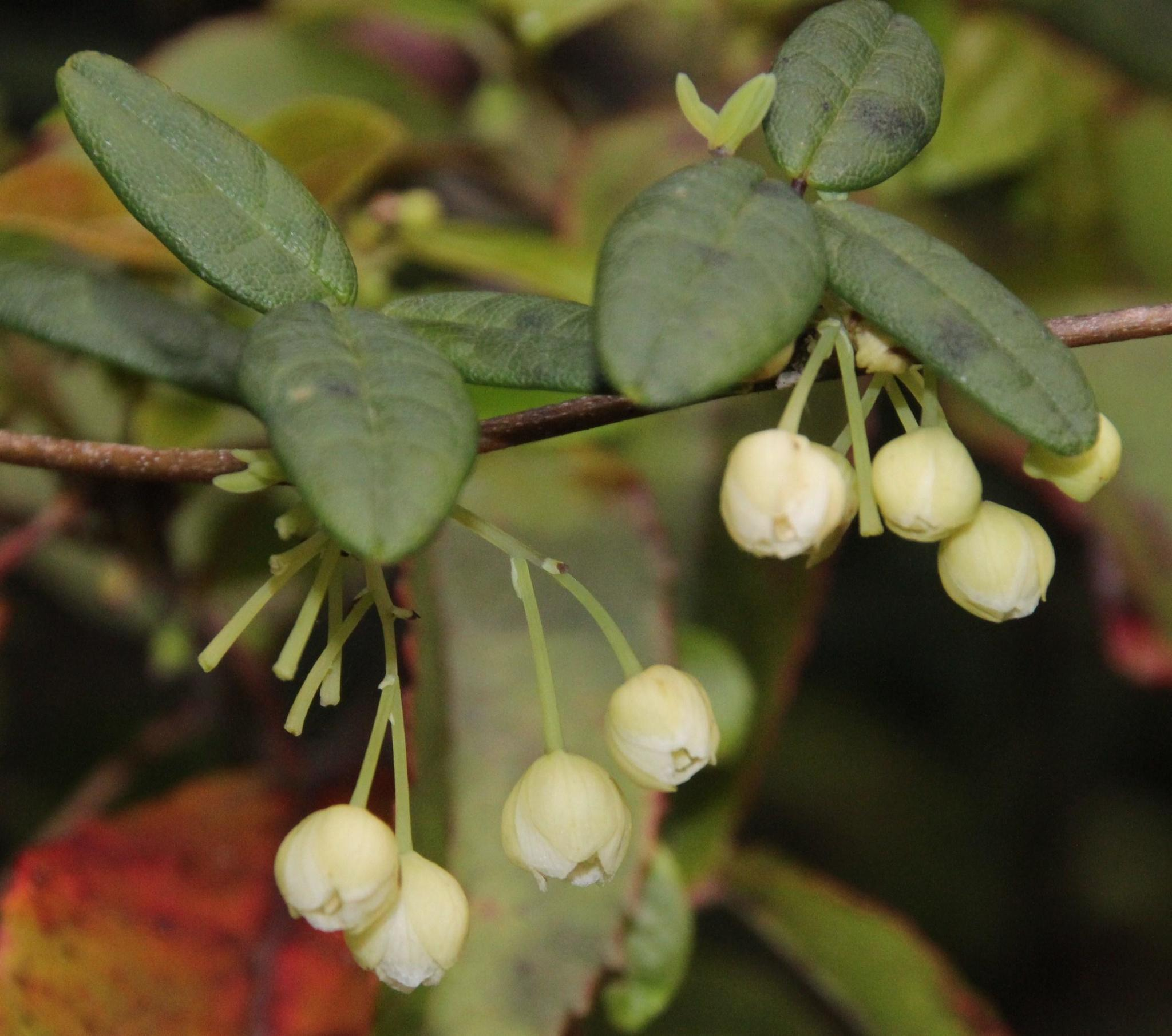
Blütenstand

Boquila trifoliolata ist eine Pflanzenart in der Familie der Fingerfruchtgewächse (Lardizabalaceae). Es ist die einzige Art der monotypischen Gattung Boquila. Sie kommt in den Wäldern mit feucht-gemäßigtem Klima des Valdivianischen Regenwalds vom mittleren bis südlichen Chile und im westlichen Argentinien vor. 
In der Region ist sie bekannt als Pil-pil Voqui oder Voqui blanco, allerdings wird auch Campsidium valdivianum so bezeichnet.

## Beschreibung
Boquila trifoliolata wächst als halbimmergrüne bis immergrüne, rankende und verholzende Kletterpflanze, die einige Meter hoch oder lang wächst. Die mehr oder weniger behaarten Sprossachsen sind meist schlank.
Die wechselständigen und gestielten Laubblätter sind bis dreizählig mit kurz gestielten Blättchen. Der Blattstiel ist bis zu 6 Zentimeter lang, die Blättchenstiele bis 1,5 Zentimeter, die Blatt- und Blättchenstiele sind mehr oder weniger behaart. Die ganzrandigen, eiförmigen bis seltener verkehrt-eiförmigen, länglichen oder elliptischen Blättchen sind bis zu 7,5 Zentimeter lang. Der Blattrand ist ganz, gelappt bis buchtig oder grob gezähnt. Die stumpfen, eingebuchteten oder abgerundeten bis rundspitzigen, seltener bespitzten bis stachelspitzigen Blättchen sind oberseits kahl und unterseits feinhaarig oder glauk. Die Blattbasis ist oft leicht herzförmig oder abgerundet bis keilförmig.
Boquila trifoliolata ist zweihäusig diözisch. Die kleinen, funktionell eingeschlechtlichen und glockenförmigen Blüten erscheinen in wenigblütigen, achselständigen Dolden. Es sind kleine Tragblätter ausgebildet. Die dreizähligen und gestielten, grünlich-weißen Blüten besitzen eine doppelte Blütenhülle. Die sechs aufrechten, dachigen Kelchblätter in zwei Kreisen sind petaloid und viel größer als die minimalen sechs Kronblätter. Die männlichen Blüten besitzen sechs kurze, einbrüderig verwachsene Staubblätter, die weiblichen sechs kleine Staminodien. Die Antheren besitzen ein teils bespitztes Konnektiv. Die weiblichen Blüten besitzen drei oberständige, längliche und fast freie Fruchtblätter mit sitzenden, länglichen, eingefalteten Narben, die männlichen drei stark reduzierte Fruchtblätter, karpellode in der Staubblattröhre.
Es werden kleine, rundliche und meist mehrsamige, weißliche, bis 1 Zentimeter große Beeren mit kleinen Narbenresten an der Spitze gebildet. Die eiförmigen Samen sind bis 5 Millimeter groß.

## Mimikri
Die Pflanze ist besonders dadurch bekannt, dass sie die Blätter verschiedener Wirtspflanzen nachahmen kann (Mimikri bzw. mimetischer Polymorphismus), um sich vor Pflanzenfressern zu schützen.
Boquila trifoliolata  soll in der Lage sein, seine Blattform an die Form der Blätter seiner jeweiligen Wirtspflanze anzupassen. Ein mimetisches Verhalten von Pflanzen konnte bereits bei anderen Arten beobachtet werden. Dabei sind die Vorteile für die Pflanzen unklar und es wurden nur grobe Umrisse nachgeahmt. Boquila trifoliolata soll dagegen in der Lage sein, verschiedene komplexe Blatteigenschaften unterschiedlicher Gattungen nachzuahmen. Dabei muss sie die Wirtspflanze nicht berühren. 
Als mögliche Hypothese für den Mechanismus der Nachahmung werden, neben flüchtigen sekundären Pflanzenstoffen, auch hypothetische pflanzeneigene Ocellen in der Epidermis der Blätter zur Erfassung der Blattstrukturen der Wirtspflanze diskutiert, da Boquila trifoliolata angeblich sogar in der Lage war, die über ihr platzierten Blätter von Plastikpflanzen nachzuahmen. Für den Nachweis, dass manche Pflanzen versuchen, künstliche Pflanzen zu imitieren, erhielten Jacob White und Felipe Yamashita den Ig-Nobelpreis 2024 in der Kategorie Botanik. Die Existenz solcher Ocelli war schon 1905 durch Gottlieb Haberlandt postuliert worden, was anschließend bis 2016 wieder vergessen worden war. In der bisher einzigen Studie hierzu wurden allerdings nur vier Pflanzen untersucht, so dass alle Ergebnisse nur vorläufig sind. Da es keine Kontrollgruppe gab, ist auch unklar, welche Faktoren das Blattwachstum wie stark beeinflussen.

## Systematik
Die Gattung Boquila wurde 1837 durch Joseph Decaisne in Compt. Rend. Hebd. Séances Acad. Sci. 3: 394 aufgestellt, die Art Boquila trifoliolata dann 1839 in Ann. Sci. Nat., Bot., sér. 2, 12: 103. Das Basionym Lardizabala trifoliolata wurde 1817(1818) von Augustin-Pyrame de Candolle in Syst. Nat. 1: 513 erstbeschrieben.
Weitere Synonyme sind Boquila discolor (Kunze ex Poepp. & Endl.) Decne. und Lardizabala discolor Kunze ex Poepp. & Endl.
Der Gattungsname Boquila leitet sich vom chilenischen Wort für die Pflanze ab – Boquil.

## Verwendung
Die Früchte sind essbar.
Die Sprossachsen können zu Flechtwaren und Seilen verarbeitet werden.